# Erastria pallens
Erastria pallens är en fjärilsart som beskrevs av Eugen Wehrli 1939. Erastria pallens ingår i släktet Erastria och familjen mätare. Inga underarter finns listade i Catalogue of Life.